# Gran Consiglio (Friburgo)
Il Gran Consiglio del Canton Friburgo (in tedesco Grosse Rat des Kantons Freiburg, in francese Grand Conseil du canton de Fribourg) è il parlamento del Canton Friburgo, con sede a Friburgo.

## Composizione
Il Gran Consiglio è composto da 110 membri eletti per cinque anni. I granconsiglieri vengono eletti secondo il sistema proporzionale in massimo otto circondari elettorali. L'elezione al Gran Consiglio è incompatibile con il ruolo di Consigliere di Stato, di giudice o di membro dell'Assemblea federale. I membri del Gran Consiglio non possono inoltre esercitare altre attività remunerative, e godono dell'immunità per le loro dichiarazioni in parlamento e presso altri organi parlamentari.

## Compiti
Il Gran Consiglio dispone del potere legislativo: approva il bilancio e le leggi, propone revisioni della costituzione, approva i trattati intercantonali e internazionali, accorda amnistie e grazie. Nomina inoltre il proprio presidente, i vicepresidenti e il segretario generale, il presidente del Consiglio di Stato e del Tribunale cantonale, i membri del Consiglio della magistratura, i giudici e i membri delle commissioni parlamentari. Ha infine compiti di vigilanza sul Consiglio di Stato, sull'amministrazione pubblica, sugli organi giudiziari e sui delegatari di compiti pubblici.